# Leonard O'Brien
Leonard O'Brien   (North Adams, 20 de gener de 1904 - Boston, 30 de març de 1939) va ser un jugador d'hoquei sobre herba estatunidenc que va competir durant la dècada de 1930.
El 1932 va prendre part en els Jocs Olímpics de Los Angeles, on va guanyar la medalla de bronze com a membre de l'equip estatunidenc en la competició d'hoquei sobre herba. Quatre anys més tard, als Jocs de Berlín quedà eliminat en la primera ronda de la competició d'hoquei sobre herba.